# Oxyarcturus spinosus
Oxyarcturus spinosus is een pissebed uit de familie Antarcturidae. De wetenschappelijke naam van de soort is voor het eerst geldig gepubliceerd in 1886 door Frank Evers Beddard.